# Berthold Genzmer

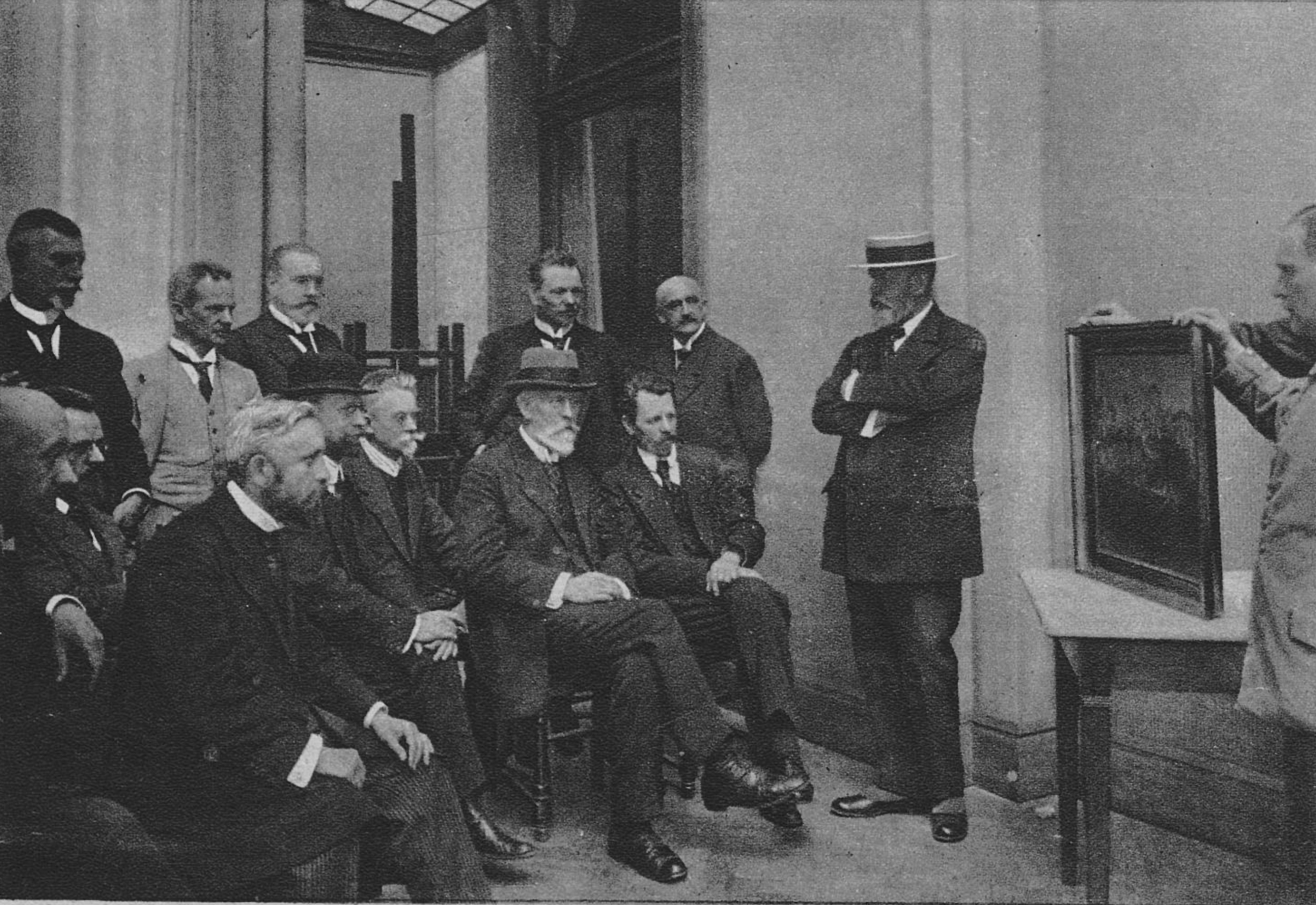
Die Jury der Großen Berliner Kunstausstellung 1917 bei der Arbeit. Zweiter von links sitzend Berthold Genzmer

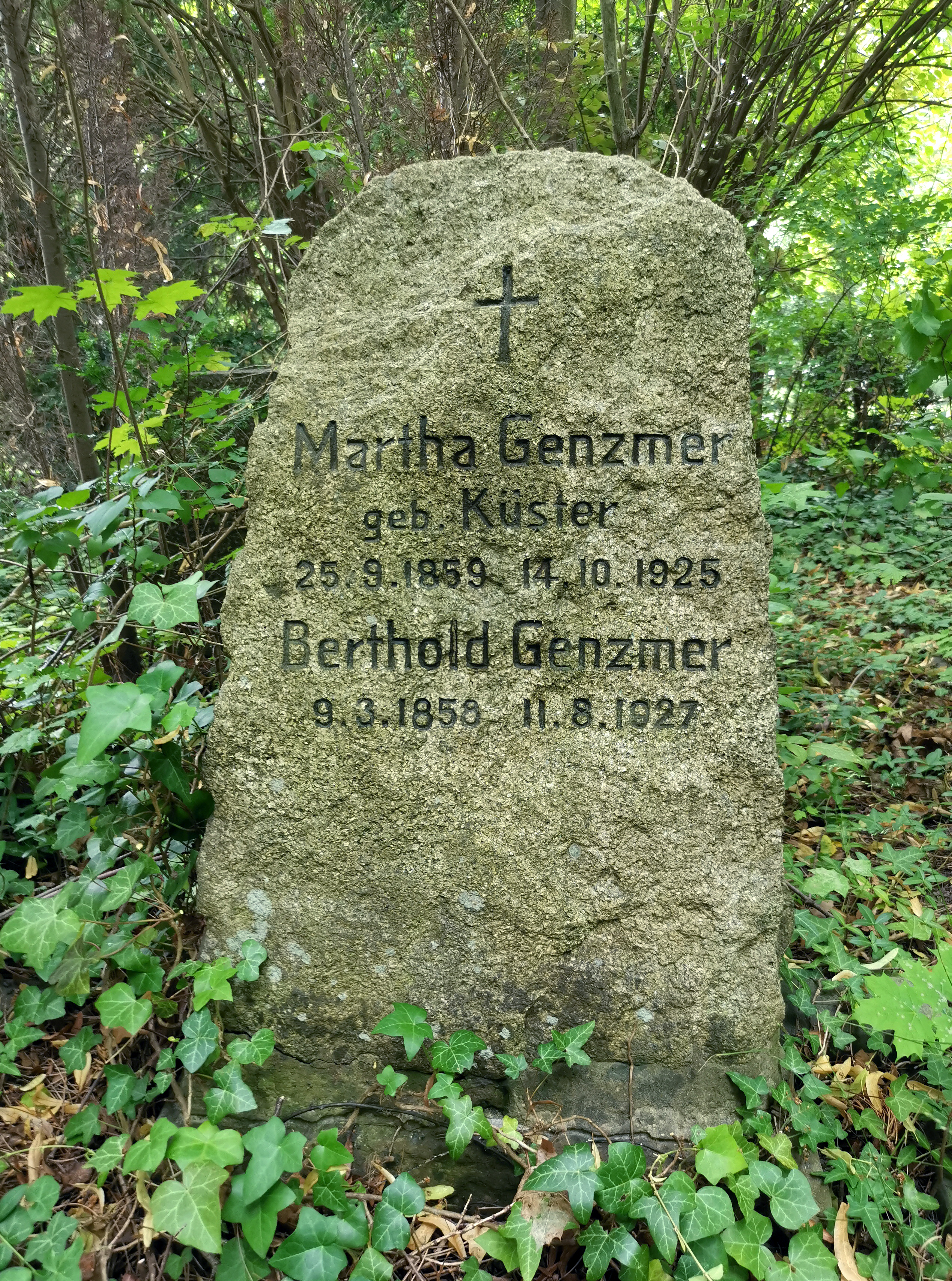
Grab auf dem Friedhof Steglitz

Berthold Genzmer (* 9. März 1858 in Boggusch, Kreis Marienwerder; † 11. August 1927 in Berlin) war ein deutscher Genre- und Landschaftsmaler.

## Leben

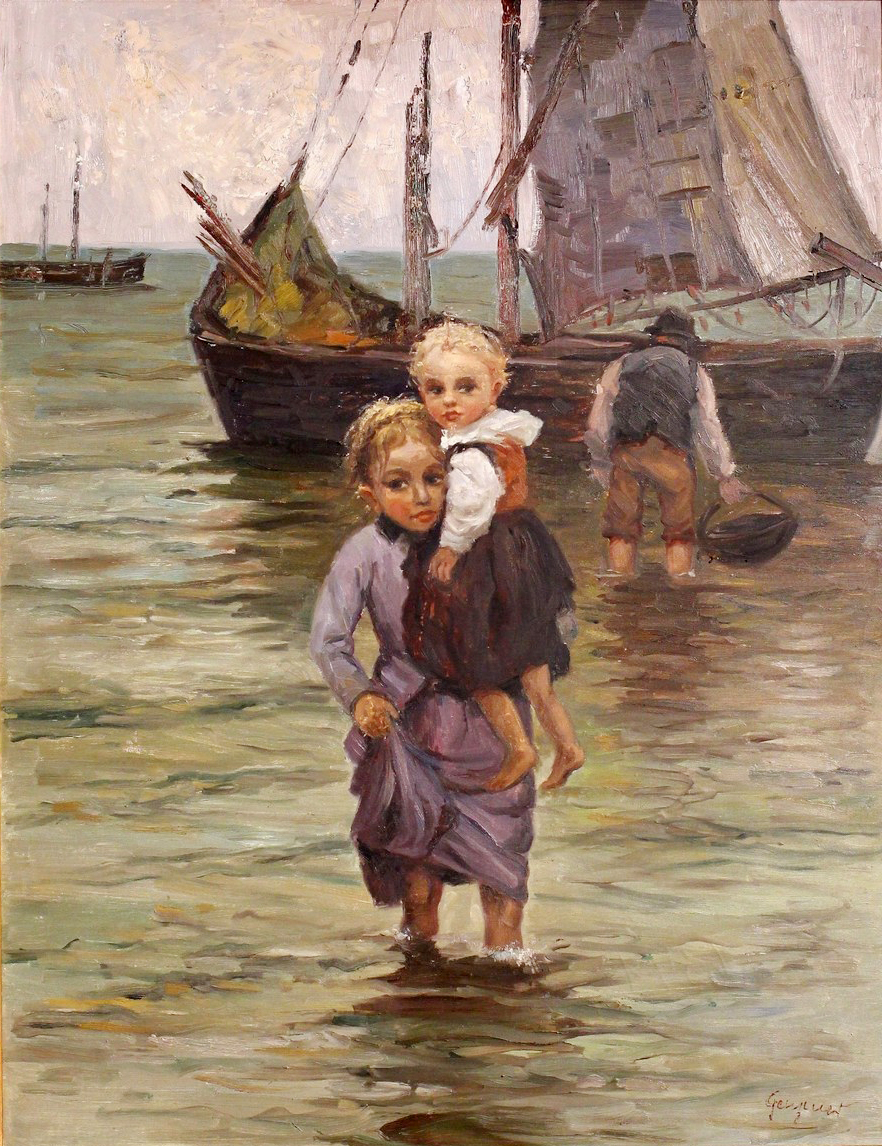
Zwei Mädchen mit Fischerboot

Berthold Genzmer war der Sohn des Rittergutsbesitzers Julius Genzmer (1821–1900) und der Auguste Genzmer geb. Reschke (1829–1866). Sein Bruder war der Städtebauer Ewald Genzmer (1856–1932). Er begann seine Malerausbildung ab 1876 im Atelier von Wilhelm August Stryowski in Danzig und setzte sie an der Königlich Preußischen Akademie der Künste in Berlin bei Karl Gussow fort.
Von 1887 bis 1920 war er Mitglied des Vereins Berliner Künstler und Mitglied der Jury der Großen Berliner Kunstausstellung. Ab 1883 veröffentlichte er seine Werke in der „Gartenlaube“. Er nahm ab 1893 an der Berliner Kunstausstellung teil und stellte seine Werke ab 1899 im Münchener Glaspalast aus. Er war in der Landgemeinde Groß-Lichterfelde ansässig.
Seine Genrebilder waren meist den Kindern gewidmet, die Landschaftsbilder stellten Ansichten aus Norddeutschland dar.